# Balkan, Haskovo
Balkan (în bulgară Балкан) este un sat în comuna Stambolovo, regiunea Haskovo,  Bulgaria. 

## Demografie
Componența etnică a satului Balkan
     Bulgari (4,76%)
     Turci (95,23%)
     Nicio identificare (0%)
     Altele (0%)
La recensământul din 2011, populația satului Balkan era de 210 locuitori. Din punct de vedere etnic, majoritatea locuitorilor (95,23%) erau turci, cu o minoritate de bulgari (4,76%). Pentru 0,0% din locuitori nu este cunoscută apartenența etnică.